# Asalto a un camión con armas en Pilar
El asalto a un camión con armas en Pilar fue realizado el 29 de abril de 1971 en la Ruta Nacional 8 en las cercanías de la ciudad de Pilar, Provincia de Buenos Aires, Argentina, contra un camión militar que transportaba armas y municiones hacia la guarnición militar de Campo de Mayo por un grupo de unas treinta personas pertenecientes a la organización guerrillera Fuerzas Armadas Revolucionarias que mataron a un teniente e hirieron de gravedad a un soldado conscripto y robaron la carga, incluyendo 193 pistolas calibre .45 y 344 cargadores de repuesto y a quienes viajaban en el camión, tres pistolas, dos ametralladoras Pam y tres fusiles automáticos Fal.

## El hecho
El  29 de abril de 1971 siendo aproximadamente las 18.00 circulaba por la Ruta Nacional 8 en las cercanías de la ciudad de Pilar, Provincia de Buenos Aires, Argentina, un camión militar que transportaba armas y municiones hacia la guarnición militar de Campo de Mayo que iba custodiado por soldados conscriptos al mando del entonces teniente Mario César Asúa, cuando fue interceptado por un camión particular que le obligó a detenerse en tanto otro se le colocó atrás impidiéndole retroceder. Un grupo de unos treinta guerrilleros con armas de fuego que incluían pistolas ametralladoras salió de ambos lados del camino y con una ráfaga alcanzaron a Asúa y al soldado conscripto Hugo Alberto Vacca. Inmediatamente impidieron toda resistencia del resto del personal que viajaba en el camión y luego de transbordar armas y municiones a los vehículos que habían sido robados previamente huyeron del lugar. Asúa falleció antes de poder ser asistido y Vacca quedó con una paraplejia irreversible y falleció cuatro años después. 
El hecho fue reivindicado por la organización guerrillera Fuerzas Armadas Revolucionarias mediante un comunicado en el cual afirmaban que Juan Pablo Maestre, un integrante de sus filas, había actuado como jefe del grupo.

## Las víctimas

### Teniente Mario César Asúa
Mario César Asúa había nacido en la ciudad de Ramos Mejía, provincia de Buenos Aires, Argentina, el 18 de mayo de 1942. Ingresó en el Colegio Militar de la Nación el 12 de marzo de 1962 y egresó el 17 de diciembre de 1965 con el grado de subteniente. En el Ejército Argentino tuvo como destinos sucesivos el Regimiento de Infantería Aerotransportado 2 y la Policía Militar de Campo de Mayo. Estaba casado y fue ascendido post mortem al grado de teniente primero.

### Soldado conscripto Hugo Alberto Vacca
Hugo Alberto Vacca había nacido en Argentina el 3 de mayo de 1950 y cumplía su servicio militar como conscripto en la Compañía de Policía Militar 201 de la guarnición de Campo de Mayo cuando se produjo el atentado que lo dejó con una paraplejia irreversible a raíz de la cual falleció el 5 de febrero de 1975.

## Repercusiones
El entierro del teniente Asúa se realizó en el cementerio de la Chacarita y asistió al mismo, además de oficiales superiores del Ejército, el presidente de facto Alejandro Agustín Lanusse. Una calle de la ciudad de Pergamino lleva su nombre en su homenaje. La muerte del teniente Asúa aceleró la sanción de una ley antisubversiva que fue sancionada poco después y aceleró los juicios relativos a la actividad guerrillera.